# Choderlos de Laclos
Pierre Ambroise Choderlos de Laclos (18. října 1741 Amiens – 5. září 1803 Taranto) byl francouzský důstojník z povolání a spisovatel různých žánrů a témat. Známým se stal především svým románem v dopisech Nebezpečné známosti (Les Liaisons dangereuses).

## Život
Pierre-Ambroise-François Choderlos de Laclos [šoderlo de laklo] se narodil jako druhý syn do rodiny právníka a správního úředníka, povýšeného do šlechtického stavu až roku 1750; otec si přál, aby se věnoval vojenské dráze. Zvolil dělostřelectvo, přestože možnosti postupu měl omezené kvůli svému původu, technická povaha tohoto vojska však vyhovovala jeho matematickému nadání. V roce 1760 byl přijat do Královské dělostřelecké školy v La Fère. Roku 1761 byl povýšen na podporučíka, o rok později na poručíka druhé třídy. V touze po výbojích a slávě se dal přidělit ke koloniální brigádě, posádkou v La Rochelle. Pařížský mír však ukončil sedmiletou válku a mladý poručík musel krotit svoji ctižádost ve všednosti posádkového života u 7. dělostřeleckého pluku roku 1763 v Toul, kde se stal svobodným zednářem v lóži L'Union, a poté ve Štrasburku (1765-1769), Grenoblu (1769-1775) a v Besançonu (1775-1776). Toho roku byl přijat do pařížské zednářské lóže Jindřicha IV. a stal se tam Ctihodným mistrem. O rok později pronesl ve Velkém Orientu Francie řeč, v níž navrhl přijímat i ženy.
Roku 1771 byl po výsluze let povýšen na kapitána, a tím měl zůstat sedmnáct let, skoro až do revoluce. Tento chladný a logický dělostřelec jemných způsobů se mezi drsnými vojáky nudil. Aby se zaměstnal, studoval literaturu a začal psát. První veršovaná dílka otiskl v Almanachu múz. Inspirován románem Marie-Jeanne Riccoboniové (1713-1792), napsal komickou operu Ernestine, k níž složil hudbu rytíř de Saint-Georges. Dílo, provedené pouze 19. července 1777 před královnou Marií Antoinettou, zcela propadlo.

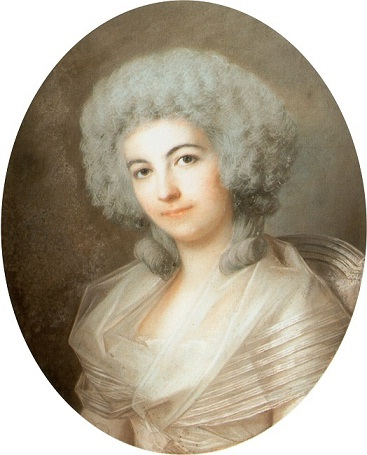
Marie-Soulange Duperré, Madame Laclos (1786)

Téhož roku byl pověřen založením nové dělostřelecké školy ve Valence, kam byl později přijat mj. mladý Napoléon Bonaparte. Po návratu do Besançonu následujícího roku byl de Laclos povýšen na ženijního kapitána druhé třídy. V četných volných chvílích napsal řadu děl, v nichž se jevil jako nadšený ctitel Jeana-Jacquesa Rousseaua a jeho románu Nová Heloisa. V roce 1778 začal psát Nebezpečné známosti.

### Nebezpečné známosti
V roce 1779 byl vyslán na ostrov Aix, aby tam spolupracoval s markýzem de Montalembert při řízení výstavby opevnění proti Britům. V té době se věnoval psaní Nebezpečných známostí, a to jak za svých cest na ostrov, tak i v Paříži. Koncem téhož roku byl také povýšen do hodnosti kapitána bombardýrů a požádal o půlroční dovolenou, kterou strávil v hlavním městě psaním; od té chvíle věděl, že jeho literární ambice jsou silnější, než jeho vojenská ctižádost, která neměla velké uplatnění. Jeho vznikající román odráží jeho vojenská zklamání (nikdy nemohl ověřit svoje kvality v boji), ale také četná ponížení, jichž se mu podle něho dostávalo po celý jeho život od "opravdové" šlechty a od žen, které mu připadaly nedosažitelné. Nebezpečné známosti lze tedy také považovat za jistý druh pomsty a terapie. V roce 1781 s povýšením na kapitána-majora kanonýrů získal další půlroční volno, během něhož svoje životní dílo dokončil. Nakladatel Durand Neveu dostal za úkol vydat jej ve čtyřech svazcích, které šly do prodeje 23. března 1782. Úspěch byl okamžitý a oslnivý: dva tisíce výtisků prvního vydání se prodalo během jednoho měsíce, což samo bylo v té době značně neobvyklé, a v následujících dvou letech vyšlo dalších deset vydání. Román byl také v roce 1784 přeložen do angličtiny.
Vydání tohoto díla, vnímaného jako útok na šlechtu, považovala vojenská hierarchie za prohřešek. De Laclos byl odvelen k okamžitému nástupu u své posádky v Bretani, poté (1783) byl vyslán do La Rochelle k výstavbě zbrojnice. Tam se seznámil s Marie-Soulange Duperréovou (nar. 1759), která jej svedla a s níž měl zakrátko dítě. Jemu bylo 42 let, jí pouhých 24, byl však opravdu zamilován: v roce 1786 si ji vzal a uznal dítě za své. Marie-Soulange se stala jeho životní láskou a dala mu dvě další děti.
Choderlos de Laclos v ničem nepřipomínal Valmonta, příkladného svůdce jeho románu v dopisech, a neměl žádnou z jeho vad: je popisován jako "hubený a žlutavý pán", hovořící "chladně a metodicky" jako "muž ducha, velmi chladný." Jeho citový život byl poznamenán rousseauovstvím a omezoval se na svou ženu, jíž byl věrný, a pozorné otcovství.
V roce 1783 se zúčastnil soutěže akademie v Châlons-sur-Marne na téma Jaké jsou nejvhodnější prostředky zdokonalení výchovy žen? Ve svém nedokončeném pojednání O výchově žen našel příležitost rozvinout svoje dosti feministické názory na rovnost pohlaví a výchovu dívek, která podle něho usiluje pouze o to, "aby přivykly područí byly v něm drženy." Téma ženské emancipace mělo významné místo již v Nebezpečných známostech.

### Revoluce
V roce 1788 odešel z armády. Po období hledání vhodné cesty k uplatnění své ctižádosti a různých pokusech dostat se do blízkosti nějaké významné osobnosti vstoupil do služeb Ludvíka Filipa, vévody Orleánského, s nímž sdílel názory na další vývoj monarchie.
Výbuch revoluce mu konečně poskytl příležitost k intenzivnímu životu; zapojil se do Ligy aristokratů, skupinky drobných šlechticů, kterou později rozehnal Robespierre. Od počátku vedl intriky ve prospěch svého pána a organizoval různé pikle a manévry. Údajně také zorganizoval v říjnu 1789 pochod žen do Versailles, aby se dožadovaly chleba. V říjnu 1790 založil Časopis Společností přátel ústavy, vydávaný jakobínským klubem.
V roce 1791 se přiklonil k myšlence republiky a opustil londýnský exil, který sdílel s vévodou Orleánským, aby přijal místo komisaře v ministerstvu války s úkolem organizovat vojsko mladé republiky. Funkce ministerského komisaře odpovídala hodnosti brigádního generála. Díky svým výsledkům byl v září 1792 pověřen organizací ležení v Chalons a rozhodující měrou se zasloužil o vítězství v bitvě u Valmy.
Podílel se na vývoji dělových koulí naplněných střelným prachem, které vybuchovaly při dopadu. Ministerstvo námořnictva jej jmenovalo vrchním komisařem výzkumu; 4. listopadu 1793 se usídlil na zámku Meudon, vzápětí byl však zatčen na základě zákona o podezřelých. Po zradě generála Dumourieze byl uvězněn jako orleanista; gilotině unikl díky známostem a 1. prosince 1794 jej thermidorský Konvent osvobodil. V roce 1795, zatímco očekával opětné přijetí do armády, napsal paměti s názvem O válce a míru, které bez úspěchu adresoval Výboru pro veřejné blaho. Bez úspěchu se také pokusil vstoupit do diplomacie a založit banku.
Konečně se seznámil s mladým generálem Napoleonem Bonapartem, novým prvním konzulem a rovněž dělostřelcem, a nadchl se pro bonapartismus. 16. ledna 1800 byl opět aktivován jako brigádní generál dělostřelectva a přidělen k rýnské armádě, kde přijal křest ohněm v bitvě u Biberachu. Když byl jako velitel dělostřeleckých rezerv přidělen do italské armády, nalezl 5. září 1803 smrt v Tarantu, ne však v boji, nýbrž vyčerpán úplavicí a malárií. Tam byl také pohřben. Po restauraci Bourbonů v roce 1815 byl jeho hrob znesvěcen a zničen.

## Nejznámější díla
- Ernestine, komická opera, 1777
- Nebezpečné známosti (Les Liaisons dangereuses), 1782, román v dopisech popisující mravní lhostejnost a volnomyšlenkářství šlechtických kruhů z dob konce francouzského absolutismu. Příběh Nebezpečných známostí je zdrojem mnoha literárních i filmových zpracování. Patří k nim snímky Nebezpečné známosti režiséra Stephena Frearse z roku 1988, Valmont režiséra Miloše Formana z roku 1989 a moderní zpracování Velmi nebezpečné známosti režiséra Rogera Kumblea z roku 1999.
- O výchově žen (De l'éducation des femmes), 1783. Nedokončený text, sestávající z eseje Rozprava na téma zadané Akademií v Chalons sur Marne (Discours sur la question proposée par l'Académie de Châlons sur Marne) a disertace s názvem O ženách a jejich výchově (Des femmes et de leur éducation), vydaný poprvé až roku 1908
- Časopis Společností přátel ústavy (Journal des Sociétés des amis de la Constitution), 1790-1791
- Úvahy o vlivu Vaubanova génia, (orig. titul?), rok?, o francouzském staviteli opevnění Vaubanovi (1633-1707)